# Tunel Hřebeč
Tunel Hřebeč je silniční tunel délky 354 m na silnici I/35 v Hřebči v okrese Svitavy, částečně zasahující i do katastrálního území sousedního Boršova. Sestává z jednoho obousměrného tubusu se třemi jízdními pruhy (dvěma stoupajícími a jedním klesajícím).

## Historie

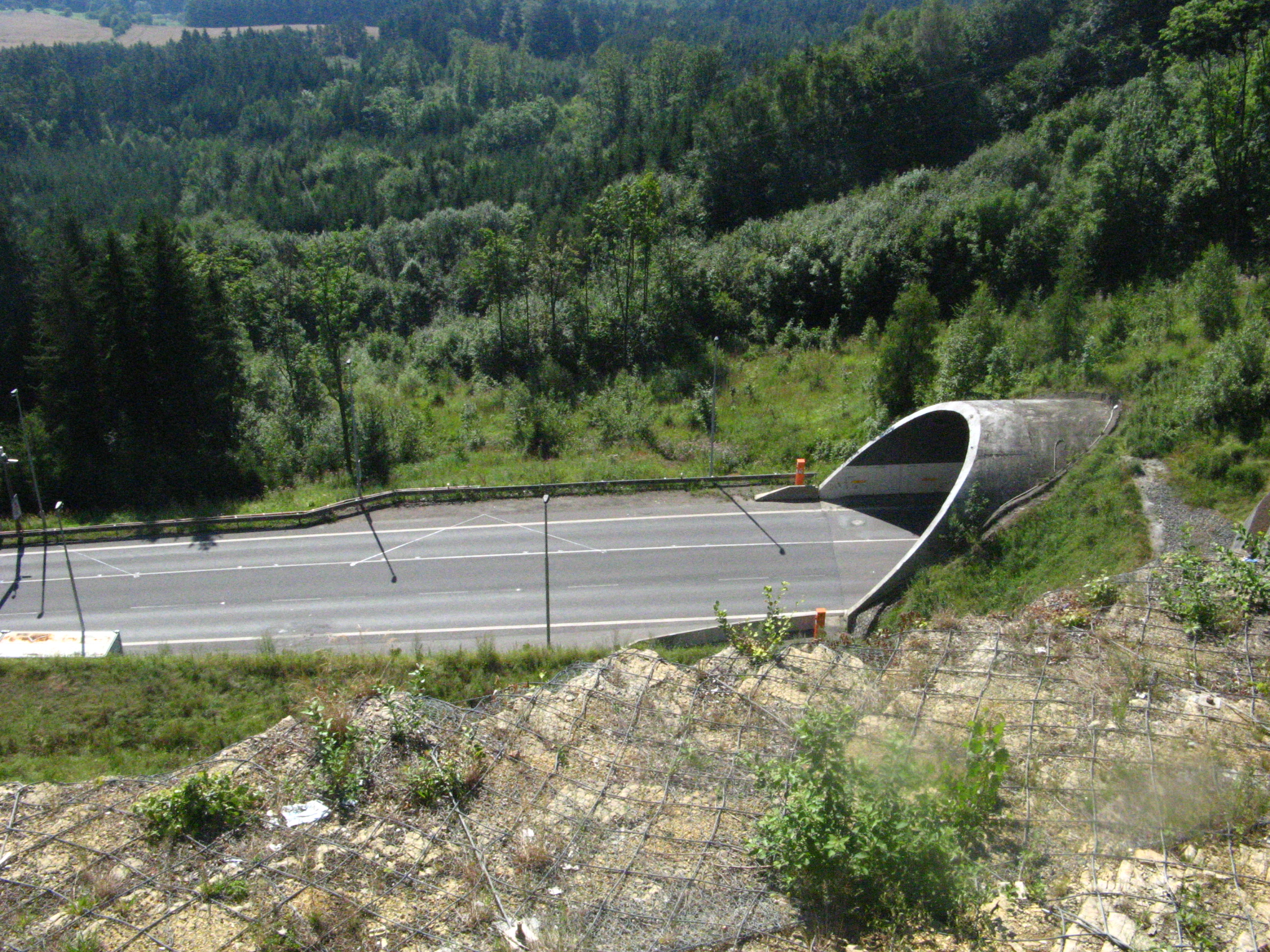
Východní portál tunelu Hřebeč

Tunel byl stavěn firmou Metrostav od června 1994. Nejprve byla během roku 1994 provedena průzkumná štola, vlastní ražba úseku o délce 275 m probíhala v letech 1995 a 1996. Do provozu byl uveden 14. listopadu 1997 jako součást dvoukilometrové přeložky silnice I/35 klesající přibližně 140 výškových metrů po východním úbočí Hřebečovského hřbetu směrem k Moravské Třebové. Jako první tunel v Česku byl ražen Novou rakouskou tunelovací metodou, přičemž jeho nadloží z písčitojílovitých hlín je velmi nízké (5,5–17 m). Je umístěn pod vesnicí Hřebeč ve směrovém oblouku s podélným sklonem 6,3 %. Na východní portál tunelu navazuje přeložka silnice I/35 umístěná v geologicky nestabilním svahu Hřebečského sedla, jež se 1. dubna 2006 sesunul, a úsek tak musel být v roce 2006 dočasně uzavřen a svah sanován.
V letech 2007–2009 prošel tunel modernizací, kdy bylo rekonstruováno a doplněno jeho bezpečnostní vybavení.
V roce 2022 proběhla rekonstrukce tunelu, při níž došlo ke kompletní výměně technologické části a opravě stavební části tunelu. Zcela uzavřen byl od 1. března do 24. října 2022. K částečnému omezení provozu v tunelu došlo 11. dubna 2023, kdy byly zahájeny práce na sanaci nestabilního svahu u východního portálu. Práce probíhaly do konce června 2023. K sanaci svahu byly použity vrtané piloty do hloubky devíti metrů a pramencové kotvy o délce 17 m. Během závěrečné dvoutýdenní uzávěry tunelu byl mimo jiné také položen nový asfaltový povrch, provedeny opravy povrchu na estakádě, přeloženo veřejné osvětlení a obnoven sklad solanky. Tunel byl otevřen 29. června 2023. Práce prováděla stavební firma Swietelsky stavební.